# Livno
Livno (en serbi Ливно) és una ciutat i una municipalitat de Bòsnia i Hercegovina al Cantó de Bòsnia Occidental (cantó 10), Federació de Bòsnia i Hercegovina. Al padró de 1991, la ciutat comptava 10.080 habitants i la municipalitat 40.600 habitants i 994 km². El 2009, la població de la ciutat s'estimava a 9.370 habitants. Livno, situada a l'oest de Bòsnia i Hercegovina, és el centre administratiu del cantó 10 o de Bòsnia Occidental, una subdivisió de la Federació. És igualment la capital econòmica i cultural d'aquest cantó.

## Geografia
Livno està situada als Alps dinàrics, en una regió de muntanya mitjana. La poljé (plana) de Livno mesura 65 km de longitud i cobreix una superfície de 380 km. El llac de Buško està parcialment situat sobre el territori de la municipalitat de Livno.
La municipalitat està envoltada per les de Bosansko Grahovo cap al nord-oest, de Glamo i de Kupres al nord, de Tomislavgrad al sud i per dues municipalitats de Croàcia a l'oest, Sinj i Imotski.

## Història
Modernament Livno celebra el seu aniversari el dia 28 de setembre a causa del fet que en aquest dia, el 892, apareix esmentada en un document del duc croat Mutimir; fou el centre de la županija (província) Hlebiana (ή Χλεβίανα) del regne de Croàcia.
Un castell (avui en ruïnes) estava en posició dominant al lloc de la vila, que és esmentat per primer cop al segle x a l'obra de Constantí Porfirogènit, De Administrando Imperio, i probablement era originalment romà d'Orient. El 1326 el castell de Livno va passar als reis de Bòsnia, Vers 1400 la comarca pertanyia als reis de Bòsnia i és esmentada com Grad Hlivanjski. A la primera meitat del segle xv fou governada per la família Vukčik junt amb Duvno i Kupres, un feu conegut com Tropolje (Tres Camps). El 1444 hi residia el rei Tomàs. El 1466 és citat el castell, sota custòdia de Vladislav Hercegovič, fill del duc (herceg) Esteve, per vigilar als otomans. Els otomans el van conquerir després d'aquesta data i abans de 1485. Un germà de Vladislav fou després el famós gran visir otomà Hersekli Ahmed Paşa. El 1485 ja és esmentat com a cap d'una nahiye amb població de 27 famílies (150 persones). La mesquita de Khunkar, la primera que va existir a la ciutat destinada als soldats, data d'aquestos anys. Al segle xvi un barri musulmà, veritable origen de la ciutat, es va desenvolupar a la rodalia del castell, al costat de la mesquita de Balagina (construïda el 1514). Llavors era una nahiye del kadilik (seu d'un cadi) de Neretva però el 1522 després de la conquesta de Skradin la ciutat fou agregada al nou kadilik creat amb centre a aquesta vila dàlmata. El 1537 Murad Beg Tardič, un convers de Sebenik, va ocupar la fortalesa de Klis enfront de la possessió veneciana de Spalato, i es va formar el nou sandjak de Klis del que Murad Beg va esdevenir governador. Com que Klis estava massa exposada, la capital del sandjak es va establir a Livno (a vegades el sandjak apareix esmentat com sandjak de Livno). El 1648 durant la guerra de Creta (Candia), els otomans van perdre Klis però el sandjak, tot i no posseir ja aquesta plaça i tenir la capital a Livno va conservar el seu antic nom.
La vila es va engrandir entre la segona meitat del segle xvi i la primera del XVII. El 1553 tenia 1.340 habitants (9 famílies, unes 50 persones, cristianes i la resta musulmans). El 1574 el nombre d'habitants mascles caps de família era de 653 el que suposaria una població d'uns 3000 habitants. Ewliya Çelebi que la va visitar el 1659/1660 diu que tenia cadi i estava desenvolupada. El 1686 durant la guerra contra la lliga cristiana, Stojan Janković la va ocupar, la va incendiar i la va deixar destruïda en gran part. A partir de llavors Livno fou seu d'un livanjsker kapetanat, funcions que van quedar en mans de la família Atlagič fins al 1711. El més famós capità fou Firdus Atlagič a la primera meitat del segle xix. Una part de la seva casa fortificada encara existeix.
Als primers anys del segle xviii les regions de la frontera es van perdre contra la República de Venècia i el sandjak de Klis va quedar amb 4 kadiliks: Akhişar (Prusac), Gölhişar (Jezero), Novosel i Livno; aquest darrer el formaven les nahiyeler de Livno, Glamoč, Grahovo, i Satomiševo. Livno es va aixecar molt lentament de la destrucció de 1686. El castell es va conservar fins al segle xix i el 1833 encara tenia 34 canons. El 1878 fou ocupada per les forces austrohongareses després de vèncer una resistència acarnissada.
Després fou una vila pròspera fins a l'inici del segle xx, petit centre comercial de cereals i ramats, i de treballs en planta filigranats; el 1904 un incendi va destruir més de 500 cases i la va afectar greument. Fins aleshores tenia uns 5000 habitants. El 1913 encara tenia 4.700 habitants però estava en franca decadència. Quan la ciutat fou unida al regne dels Serbis, Croates i Eslovens el 1918, una bona part de la població musulmana va emigrar. El 1929 el regne fou rebatejat de Iugoslàvia i dividit en nou banats (províncies) i Livno fou agregada al del Litoral (Littoral Banovina) amb capital a Split. Quan René Pelletier hi va estar el 1931 només tenia 2000 habitants. El 1939 fou incorporada al banat de Croàcia (Banovina Hrvatska) i el 1941 va quedar dins l'estat independent de Croàcia fins a 1945. El 1941 els ústaixes van massacrar a la ciutat i regió uns centenars de civils serbis.
Durant la II Guerra Mundial fou ocupada tres vegades pels alemanys i els croates feixistes, però cada vegada perduda davant els guerrillers comunistes. La darrera vegada que aquestos la van conquerir fou l'octubre de 1944. En aquestes lluites totes les mesquites excepte la de Balagisa (eslau Balaguša) foren destruïdes o damnades seriosament, igual que la major part de la ciutat.
El 1953 la ciutat tenia 3.672 habitants sent els musulmans una minoria. La ciutat va créixer cap a la plana a l'esquena de la vella població que estava en gran part en ruïnes. La mesquita de Glavica i la Torre del Rellotge al seu costat, que estaven en ruïnes foren restaurades el 1963-1964 i la mesquita Begluuk de Sokolluzade Mustafà ho fou el 1971-1972, i poc després les mesquites Zavra i Čurčinca que estaven cobertes d'herbes. Sota Tito les construccions van haver de conservar l'estil local per obtenir llicencia i això va permetre conservar una imatge adequada de la ciutat.

## Localitats

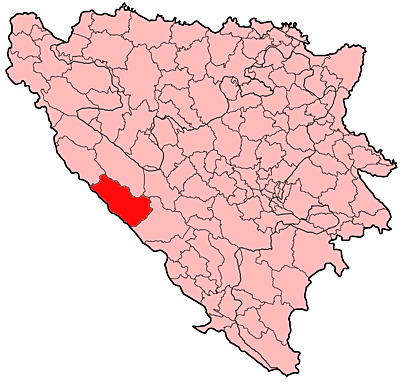
Localització de la municipalitat de Livno a Bòsnia i Hercegovina

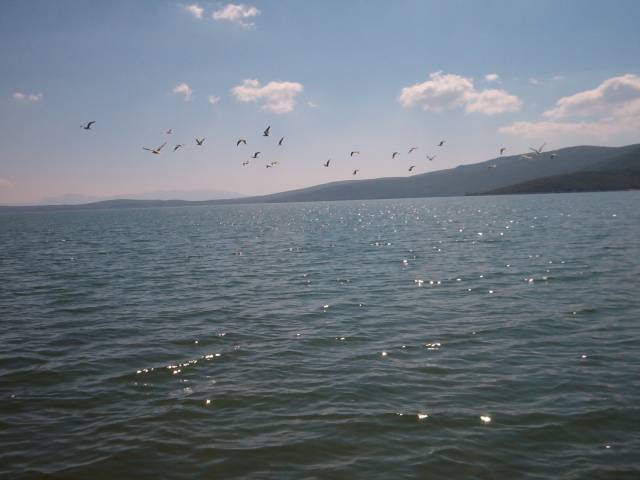
El llac de Buško

El 1991, la municipalitat de Livno comptava 59 localitats:
| - Bila - Bilo Polje - Bogdaše - Bojmunte - Čaić - Čaprazlije - Čelebić - Čuklić - Ćosanlije - Dobro - Donji Rujani - Drinova Međa - Držanlije - Golinjevo - Gornji Rujani | - Grborezi - Grgurići - Gubin - Komorani - Kovačić - Lipa - Lištani - Livno - Lopatice - Lusnić - Ljubunčić - Mali Guber - Mali Kablići - Miši - Odžak | - Orguz - Podgradina - Podgreda - Podhum - Potkraj - Potočani - Potok - Priluka - Prisap - Prolog - Provo - Radanovci - Rapovine - Sajković - Smričani | - Srđevići - Strupnić - Suhača - Tribić - Veliki Guber - Veliki Kablići - Vidoši - Vrbica - Vržerala - Zabrišće - Zagoričani - Zastinje - Žabljak - Žirović |

## Municipalitat de Livno

### Evolució històrica de la població en la municipalitat
- 1971= 42.118 habitants
- 1981= 40.438 habitants
- 1991= 40.600 habitants

### Repartició de la població en la municipalitat (1991)
El 1991, sobre un total de 40.600 habitants, la població es repartia de la manera següent :